# NGC 2771
NGC 2771 é uma galáxia espiral barrada (SBab) localizada na direcção da constelação de Ursa Major. Possui uma declinação de +50° 22' 45" e uma ascensão recta de 9 horas, 10 minutos e 39,7 segundos.
A galáxia NGC 2771 foi descoberta em 8 de Março de 1831 por John Herschel.